# Przewód jezdny

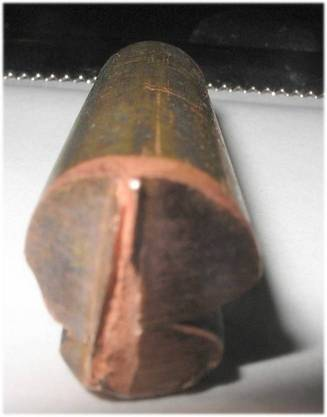
przewód jezdny sieci trakcyjnej

przekrój poprzeczny drutu jezdnego profilowanego djp

Przewód jezdny, drut jezdny profilowany (djp) – część elektrycznej sieci trakcyjnej, przewód elektryczny zawieszony nad torem kolejowym lub tramwajowym, lub nad trasą trolejbusów, służący do zasilania pojazdów z napędem elektrycznym za pośrednictwem odbieraka prądu.
Wykonany jest z materiału o dobrej przewodności elektrycznej, zwykle z miedzi z dodatkami srebra lub magnezu o przekroju zbliżonym do cyfry 8 – współpracuje ze ślizgaczem pantografu. Przewężenie w środkowej części przewodu służy do mocowania zacisków znajdujących się na końcach wieszaków, którymi przewód jezdny połączony jest mechanicznie z liną nośną. W Polsce w PKP Polskie Linie Kolejowe S.A. stosuje się przewód jezdny o polach przekroju 100 mm² lub 150 mm². Na torach szlakowych oraz torach głównych zasadniczych stacji stosuje się dwa równoległe przewody jezdne nad jednym torem.
Z uwagi na rozszerzalność temperaturową przewód jezdny nie jest mocowany na sztywno we wszystkich miejscach podwieszenia.
Istnieją systemy zasilania z przewodem jezdnym umieszczonym obok toru (sieć boczna), z którym współpracuje odbierak umieszczony na bocznej ścianie pojazdu; stosuje się je np. w przypadku konieczności dostępu od góry do pojazdów na torze (np. na kolejach górniczych).